# Monson's Hoist Bay Resort
 (mars 2020).
Pour les articles homonymes, voir Monson.
Le Monson's Hoist Bay Resort est un ancien hôtel du comté de Saint Louis, dans le Minnesota, aux États-Unis. Protégé au sein du parc national des Voyageurs, il est lui-même inscrit au Registre national des lieux historiques depuis le 15 juin 2011.